# Haploa suffusca
Haploa suffusca là một loài bướm đêm thuộc phân họ Arctiinae, họ Erebidae.